# Ромува

Символ Ромувы

Ромува (лит. romuva) — литовская неоязыческая организация, ставящее своей целью возрождение балтских языческих верований. Мировоззрение, обряды и праздники заимствуются из литовских народных традиций, некоторые обряды реконструируются на основе живых этнографических и письменных исторических источников.
Первый лидер общины — Йонас Тринкунас (1939—2014), избранный в октябре 2002 года верховным жрецом (лит. krivis). По данным всеобщей переписи населения 2001 года, последователей традиционных верований балтов в Литве насчитывается 1270 человек. В это число кроме членов Ромувы входят и участники других языческих общин.

## История

Флаг Ромувы

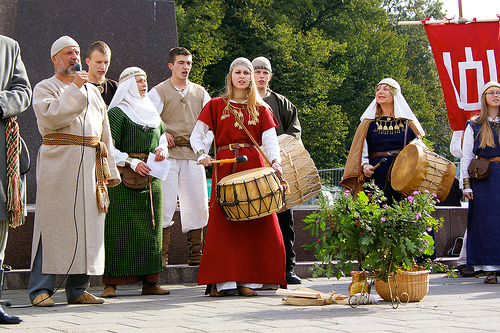
Ритуал возле памятника Гедимину в Вильнюсе

В 1967 году студентами Вильнюсского университета была образована первая неоязыческая община. В то время открыто исповедовать любую религию было сложно, поэтому название было изменено на ramuva, и община позиционировала себя как группа, занимающаяся фольклорной традицией. Народные литовские песни были и остаются главной составляющей любого неоязыческого обряда. Для их сбора участники проводили краеведческие экспедиции по всей республике, посещали древние городища и святилища. Проведение праздника Расос на Кернавском городище в 1967 году считается датой рождения Рамувы. Община быстро набирала популярность.
В 1971 году Ромува была запрещена, несколько активистов получили тюремные сроки за антисоветскую деятельность. Йонас Тринкунас был исключен из университета с запретом заниматься преподавательской работой. Был ужесточён контроль за краеведческой деятельностью.
18 октября 1988 года Ромува была восстановлена, в 1991 — зарегистрирована как религиозная организация.

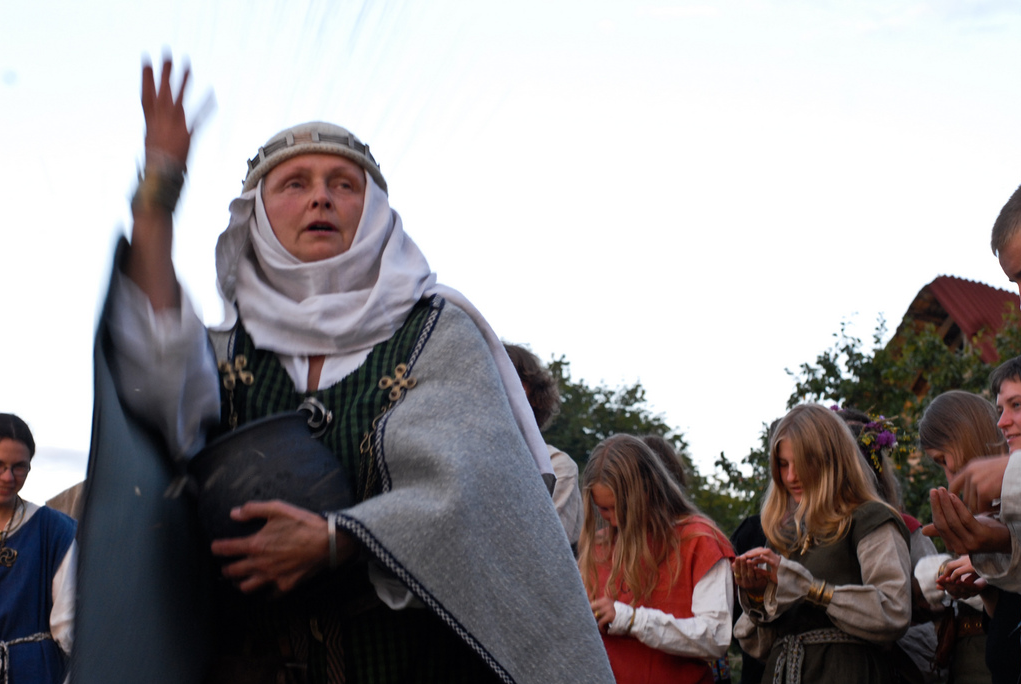
Иния Тринкуниене во время обряда

В 1998 году в Вильнюсе прошёл первый Всемирный конгресс этнических религий (англ. World Congress of Ethnic Religions).
В 2001 году было подано прошение в Сейм Литовской Республики придать Ромуве статус традиционной религиозной организации Литвы, однако не удалось собрать нужного количества подписей (50 000), поэтому в статусе было отказано. В том же году мэр Вильнюса разрешил устроить каменный жертвенник и проводить обряды в центре города — в парке возле Замковой горы.
В 2002 году открыт постоянный обрядовый комплекс в деревне Дворцишкес.
Ромуву охотно приглашают на этнографические фестивали в Литве и за рубежом, на проведение свадеб, крестин, похорон, часто вместе с католическими священниками. Подразделения общины действуют в США и Канаде, ведётся сотрудничество с неоязычниками других стран, как западных так и восточных, проводятся совместные обряды.
В 2014 году Тринкунас скончался. Лидером Ромувы стала Иния Тринкуниене, жена Йонаса Тринкунаса.
В 2024 году Ромува получила государственное признание со стороны правительства Литвы.

## Принципы Ромувы

### Особые черты Ромувы
- Ромува позиционируется своими адептами как «религия земледельцев». Такие культы также часто называются хтоническими. Это означает, что в отличие от прежней официальной религии воинов, и в отличие от христианства, Ромува в первую очередь выделяет земные ценности, первенство и уважение отдаётся женщине, богиням. В этом аспекте Ромува является скорее феминистской религией.
- Кроме того, Ромува отдаёт первенство святости материальной природы, Земли, поэтому трансценденция — небо — теряет свою исключительную важность, хотя и не лишается её полностью
- Ромува — религия, развивающая национальное искусство. Участники обрядов Ромувы становятся не наблюдателями, а участниками — они должны петь, танцевать, изготавливать обрядовую атрибутику, активно принимать участие в ритуалах. Ромува — религия танца, музыки, ремесла.

## Основные боги и духи Ромувы

### Боги
- Габия — богиня огня, хранительница домашнего очага, богиня культуры, семьи, мира, дома, хозяйства
- Лайма — богиня рождения и судьбы, сопровождающая человека всю его жизнь. При рождении человека, Лайма предлагает ему несколько жизненных путей, из которых человек выбирает себе свой. Он ответственен за свой выбор.
- Жямина — богиня, снабжающая человека необходимыми ему жизненными силами, мать.
- Милда (Аушрине) — богиня любви, красоты, молодости, идеал девушки.
- Сауле — покровительница света, жизни, добра.
- Перкунас — бог атмосферы, силы, здоровья, обычаев, законов и нравственности. Бог государства, отец.
- Йорис — бог пробуждающейся весной природы. Ромува считает его Весенним Перкунасом.
- Диевас — бог знаний, неба, света, жизни, материальной культуры, дома, творец мира, отец. Другие имена: Праамжюс, Сотварас, Пракоримас, Андоюс.
- Вяльняс (Пикуолис, Кялмас, Блукас, Пинчюкас) — бог смерти, разума, творец мира, бог дикой природы.
- Гильтине — богиня смерти.